# Невозвращенец (фильм)
«Невозвращенец» — советский художественный фильм 1991 года по одноимённой повести Александра Кабакова. Фильм оказался пророческим — его премьера состоялась по Ленинградскому телевидению 20 августа 1991 года. Показ фильма препровождался комментариями режиссёра Сергея Снежкина и его коллеги Владимира Бортко.
Сюжет фильма во многом пересекался с событиями, происходящими в стране.
В 1999 и 2000 годах (оба раза — 19 августа) фильм демонстрировался на канале «ТНТ», принадлежащем в ту пору медиа-холдингу Владимира Гусинского.

## Сюжет
В руки телерепортера попадает информация о готовящемся государственном перевороте. На свой страх и риск он начинает расследование.

## В ролях
- Юрий Кузнецов — Андрей Корнеев
- Николай Ерёменко-старший — генерал Виктор Андреевич
- Надежда Живодёрова
- Людмила Дмитриева
- Елена Анисимова
- Эра Зиганшина — Галина Михайловна Григорьева, редактор новостей
- Леонид Кулагин — писатель
- Юрий Оськин — Коля, беженец, брат жены Корнеева
- Наталья Дмитриева — Лена, жена Корнеева
- Павел Иванов — Игорь Васильевич Колыванов, следователь КГБ
- Игорь Ефимов — генерал
- Виктор Аристов — диссидент
- Станислав Иванов — адъютант

## Награды и номинации
Премия
- 1991 — Кинофестиваль в Сан-Себастьяне, специальный приз жюри

Номинация
- 1991 — Кинофестиваль в Сан-Себастьяне, «Золотая раковина»